# Sonic Team
Sonic Team (ソニックチーム Sonikkuchīmu) es un desarrollador de videojuegos propiedad de la compañía japonesa de videojuegos Sega como parte de su división Sega CS Research and Development No. 2. Sonic Team es conocido por su serie Sonic the Hedgehog y juegos como Nights into Dreams y Phantasy Star Online.
El equipo inicial, formado en 1990, estaba compuesto por personal de la división de Desarrollo del Consumidor de Sega, incluido el programador Yuji Naka, el artista Naoto Ohshima y el diseñador de niveles Hirokazu Yasuhara. El equipo tomó el nombre de Sonic Team en 1991 con el lanzamiento de su primer juego, Sonic the Hedgehog, para Sega Genesis. Fue un gran éxito y contribuyó a millones de ventas de Génesis. Los siguientes juegos de Sonic fueron desarrollados por Naka y Yasuhara en Estados Unidos en el Sega Technical Institute, mientras que Ohshima trabajó en Sonic CD en Japón. Naka regresó a Japón a finales de 1994 para convertirse en director de CS3, que más tarde pasó a llamarse R&D No. 8. Durante este tiempo, la división adoptó la marca Sonic Team pero desarrolló juegos que no incluyen a Sonic, como Nights into Dreams (1996) y Burning Rangers (1998).
Tras el lanzamiento de Sonic Adventure en 1998, parte del personal de Sonic Team se mudó a los Estados Unidos para formar Sonic Team USA y desarrollar Sonic Adventure 2 (2001). Con la venta de sus estudios por parte de Sega en compañías separadas, R&D No. 8 se convirtió en SONICTEAM Ltd. en 2000, con Naka como director ejecutivo y Sonic Team USA como su subsidiaria. Los problemas financieros de Sega llevaron a varios cambios estructurales importantes a principios de la década de 2000; El estudio United Game Artists fue absorbido por Sonic Team en 2003, y Sonic Team USA se convirtió en Sega Studios USA en 2004.
Después de que Sammy Corporation comprara Sega en 2004, Sonic Team se reincorporó para convertirse en el departamento de investigación y desarrollo GE1 de Sega. Naka se fue durante el desarrollo de Sonic the Hedgehog (2006), y Sega Studios USA se fusionó nuevamente con Sonic Team en 2008. La década siguiente estuvo marcada por juegos de Sonic de diversa recepción, y el jefe del estudio, Takashi Iizuka, reconoció que Sonic Team había priorizado el envío sobre la calidad.

## Inicios (1990-1991)
Es uno de los grupos de programación más conocidos de Sega, al haber creado a la mascota de esta empresa, o sea, a Sonic el Erizo. El diseño de este personaje estuvo a cargo de Naoto Ohshima y la idea principal vino de parte de Yuji Naka. Fue creado en 1990 y su primera aparición en el año 1991 fue su juego debut y primera aparición como protagonista: Sonic the Hedgehog para Sega Genesis, fue lanzado en el 23 de junio de 1991. La idea principal de este personaje era crear algo original para un videojuego, que se basara principalmente en su velocidad. Se probaron distintos diseños, como un conejo, un bulldog, un lobo con aspecto estadounidense, un panda, un armadillo y un erizo. Finalmente, se decidió escoger al erizo, pues sus espinas eran ideales para los ataques del personaje .
Obviamente, también debían crear un antagonista para este videojuego, así que crearon al Dr. Eggman (conocido como Dr. Robotnik en América y Europa, hasta la salida de Sonic Adventure). Este era un científico malvado que robotizaba a los animales, por lo que Sonic debía derrotarlo. Fue creado por Naoto Ohshima.
Se escogió el color azul para Sonic, al representar los valores de la paz, confianza y frescura, además de ser el color de las letras de Sega.
En un principio, el Sonic Team contaba tan solo con quince personas: entre las que destacan el jefe de departamento, Shinobu Toyoda, el programador jefe, Yuji Naka, y el director, Naoto Ohshima.

## 1992 - 1993.
Yuji Naka, al tiempo de haber lanzado Sonic the Hedgehog, se retiró de la empresa, por su desacuerdo con la política salarial. Posteriormente, cuando el Sega Technical Institute de Estados Unidos estaba trabajando en el videojuego Sonic the Hedgehog 2, vuelve a trabajar al equipo, para volver a dejarlo cuando el juego estaba casi terminado.
Por el éxito de ventas de la secuela, el productor Shinobu Toyoda es ascendido en su trabajo y pasa a formar parte de la ejecutiva de mando de Sega. Naka vuelve al equipo para tomar el puesto que Toyoda había dejado.
Sonic the hedgehog 2 fue lanzado el mismo día en Estados Unidos, Europa y Asia, el 24 de noviembre de 1992, en exclusiva para Sega Genesis. En este juego debutaba el acompañante de Sonic, Miles "Tails" Prower, un zorro con dos colas y la habilidad de volar, que seguía a Sonic a todos lados, era posible escogerlo como personaje jugable. En este juego, se desarrollaba más el concepto de la recolección de las 7 Esmeraldas del Caos, pues al recolectarlas todas, Sonic podía convertirse en Super Sonic.
Cabe destacar que este juego no fue desarrollado por el Sonic Team, pero sí contó con la presencia de programadores principales de este equipo.
Cuando Yuji Naka se retiró con los programadores principales y otros de Sonic Team, dicho equipo tuvo problemas para crear Sonic the Hedgehog 2 para la consola MegaCD. A ellos le salió distinto al otro Sonic the Hedgehog 2 para la MegaDrive. Pero con muchas cosas similares a las del Sonic 2 para la MegaDrive/Genesis. Porque debería ser el mismo juego. Pero no fueron idénticos, por la razón de separación. Los de Sonic Team pensaron en otra historia para el juego, basándose en algunas zonas como la de Casino Night, con pieles de color rosadas y otras zonas más. Además de los diseños que se hicieron antes.
Después de todo lo ocurrido. Sonic Team lanzó el juego Sonic the Hedgehog CD, en el año 1993.
Por la razón de que Sonic Team se basó en algunas zonas de Sonic the Hedgehog 2, como la ya mencionada. A Yuji Naka se le ocurrió pedir que borraron zonas del juego para la MegaDrive. Como la "Sand Shower", con similitud a una zona también borrada del Sonic the Hedgehog CD, con ambiente también desértico. La "Wood Zone", por tener similitud en nombre a "WWZ" del Sonic CD. La zona de "Genocide City", que tenía similitud a la de "Stardust Speedway Zone".

## 1994
El 23 de enero aparece Sonic the Hedgehog 3. Aquí debutaba el personaje Knuckles the Echidna, que jugaba el rol de un rival de Sonic, engañado por Eggman. Fue creado por Takashi Yuda, el diseñador de personajes de ese juego.
El 17 de octubre se lanzó Sonic & Knuckles. Un juego que utilizaba el mismo motor de Sonic 3 (originalmente, Sonic 3 tendría como personaje jugable a Knuckles y todas las fases de Sonic & Knuckles, pero tuvieron que dividir el proyecto por plazos de tiempo), este fue el primer juego en utilizar la tecnología Lock On, la cual servía para "fusionar" dos cartuchos de Sega Genesis/Megadrive para convertirlos en un solo juego.
Este mismo año se cancelaría el proyecto Sonic Stadium, juego que iba a ser para Sega Genesis.

## 1995
En este año fue lanzado Knuckles' Chaotix para Sega 32X, a base del cancelado proyecto Sonic Stadium.

## 1996
El 30 de julio de 1996 el Sonic Team lanzó un videojuego muy diferente a los demás videojuegos que habían creado, pues fue el primer título donde Sonic no era el protagonista. El juego se llama NiGHTS Into Dreams..., lanzado para Sega Saturn. Aquí se creó un concepto completamente diferente al de Sonic. El juego se basaba en representar los sueños de las personas, y su personaje principal fue llamado NiGHTS, diseñado por Naoto Ohshima.
En diciembre de 1996, se publicó una expansión del juego, Christmas NiGHTS, con motivo de las fiestas navideñas.
En junio de 1996 se lanzó Sonic the Fighters por Sega-AM2 para máquinas arcade. Este fue el primer juego de Sonic en complementar gráficos 3D.
En julio de ese mismo año se lanzó para América bajo el nombre de Sonic Championship.

## 1997
El 20 de junio de 1997 se lanzó Sonic Jam para Sega Saturn, un recopilatorio de los juegos anteriores de la saga. Curiosamente, también se lanzó una versión para la consola Game.com, pero esta no había sido creada por el Sonic Team, siendo una especie de remake de Sonic the Hedgehog 3.
En ese mismo año se lanzó Sonic R, un videojuego desarrollado por Traveller's Tales, y distribuido por Sega para la consola Sega Saturn y PC.

## 1998
El 26 de febrero de 1998 fue lanzado Burning Rangers, un videojuego poco conocido, lanzado para Sega Saturn. El concepto de este juego se basa en rescatar gente de las llamas, pues intentaron crear un juego original, en donde no hubiera que matar enemigos.
El 23 de diciembre se lanzó Sonic Adventure para la nueva consola de Sega Dreamcast. Fue una completa innovación, donde Sonic pasaba a una jugabilidad completamente tridimensional. Se utilizaba por primera vez el concepto de los Chao, una especie de mascotas virtuales.
Antes de participar en la creación del videojuego, el Sonic Team había realizado un viaje de inspiración. Dicho Team recorrió Centroamérica para visitar las ruinas Aztecas y Mayas, las cuales inspiraron la escena Mystic Ruins y el personaje Tikal (con el nombre de una de las ruinas visitadas). De hecho, varias texturas de los escenarios del juego, fueron tomadas de fotografías del viaje.

## 1999
En ese año 1999, en Japón fue lanzado Chu Chu Rocket! para Dreamcast, el primer juego en línea de dicha consola. Este juego fue donde debutaron los "Chu Chus", personajes semejantes a los Lemmings.
En agosto, Naoto Ohshima, integrante fundamental del Sonic Team, se retira del equipo, para ir a trabajar en juegos para la futura consola de Microsoft, la Xbox.

## 2000
El 9 de junio de 2000 fue lanzada la versión americana de Chu Chu Rocket!. Sega regalaba este juego cuando uno se daba de alta en el servidor Online y pedía la copia.
A finales del año 2000 fue lanzado Samba de Amigo, para Dreamcast, un nuevo concepto del Sonic Team, independiente a los juegos anteriores. Este juego era musical y debutaba el personaje Amigo-Kun, un mono estéticamente mexicano. Se jugaba con unas maracas que incluía el juego y se conectaban a la consola.
Se lanzó el juego Samba de Amigo 2000, el cual fue comercializado solo en Japón, que era tan solo una versión con más canciones y movimientos.
También apareció el juego Shakka Ta Tambourine, similar al anterior, solamente que se ocupaba un pandero.
El 21 de diciembre de 2000 apareció Phantasy Star Online, para Dreamcast, un RPG que se jugaba en línea, basado en la saga Phantasy Star de Sega.
Ese mismo año se lanzó Sonic Shuffle, una respuesta de Sega a Mario Party de Nintendo.

## 2001
El 7 de junio de 2001 apareció Phantasy Star Online versión 2, idéntico a su predecesor, pero con algunas mejoras, como dificultad Ultimate y más armas.
El 23 de junio fue lanzado Sonic Adventure 2 en conmemoración del décimo aniversario de Sonic, también para Dreamcast. Aparecían por primera vez muchos personajes que se ganarían su fama en los posteriores juegos de la saga, como Shadow the Hedgehog y Rouge the Bat. Este sería el último juego de Sonic lanzado para una consola de Sega.
En este mismo año, se lanzó Minna de Puyo Puyo (videojuego puzle) para Game Boy Advance.
El 26 de junio se lanzó Sonic Café, un servicio que permitía descargar juegos del Sonic Team para teléfonos celulares. Solamente fueron comercializados en Japón.
El 13 de diciembre fue lanzado Chu Chu Rocket, en su versión de Game Boy Advance.
El 20 de diciembre fue publicado Sonic Adventure 2: Battle, (una revisión de Sonic Adventure 2 de Dreamcast), para la consola Nintendo GameCube junto con Sonic Advance, desarrollado en colaboración con Dimps para Game Boy Advance. 
Estos títulos fueron los primeros compatibles entre sí, que se podían conectar para acceder a nuevas opciones.

## 2002
Este año se lanzó Chu Chu Rocket for Pocket PC para Palm OS y Pocket PC. Un recopilatorio que incluía Hitori de Puyo Puyo, Tokoton Puyo Puyo y Tokoton Nazo Puyo.
El 10 de noviembre de 2002 fue lanzado Sonic Mega Collection, un compilatorio de juegos del erizo azul aparecidos originalmente en Sega Genesis, Master System y Game Gear.
El mismo fue lanzado para PC y en las consolas Nintendo GameCube y PlayStation 2.
El 19 de diciembre se publicó Sonic Advance 2, juego que incluyó a los personajes Cream The Rabbit y Chesse The Chao, una coneja y su Chao acompañante. Fue lanzado exclusivamente para Game Boy Advance y desarrollado en colaboración con Dimps.

## 2003
El 2 de abril fue lanzado Phantasy Star Online: Episode 1 y 2 para Nintendo GameCube y Xbox.
El 1 de junio salió a la venta Sonic Pinball Party, un juego ambientado en mesas de pinball. En este se incluyen las sagas de Sonic the Hedgehog, Nights Into Dreams y Samba de Amigo.
El 18 de junio se publicó Sonic Adventure DX (versión mejorada gráficamente de Sonic Adventure de Dreamcast). para PC y para la consola Nintendo GameCube.
El 1 de septiembre fue lanzado Phantasy Star Online, en su versión para PC.
El 7 de octubre fue lanzado Sonic N, la única aparición del erizo azul en la consola Nokia N-Gage. El mismo fue una versión porteada de Sonic Advance.
El 7 de noviembre fue lanzado Billy Hatcher and the Giant Egg, para Nintendo GameCube.
El 20 de noviembre fue lanzado Phantasy Star Online, en su versión para Xbox.
El 27 de noviembre se publicó Phantasy Star OnLine III: C.A.R.D. Revolution, para Nintendo GameCube.

## 2004
El 6 de febrero de 2004 fue lanzado Sonic Héroes, una nueva aventura tridimensional de 4 equipos con 3 integrantes cada uno. Fue lanzado para Nintendo GameCube, PlayStation 2, Xbox y PC.
El 3 de marzo se publicó Sonic Battle, un juego de lucha con los personajes de Sonic. Debutó el personaje Emerl, un robot que aprendía las técnicas de los demás luchadores. Fue lanzado exclusivamente para Game Boy Advance.
El 22 de junio fue lanzado Sonic Advance 3, para Game Boy Advance, desarrollado en colaboración con Dimps. En este título debíamos escoger a dos personajes para hacer equipos y así recorrer el juego.
El 22 de octubre fue lanzado Sega Superstars, juego para el periférico de PlayStation 2 EyeToy que incluía diversos minijuegos inspirados en franquicias de Sega como Sonic the Hedgehog, Samba de Amigo y Virtua Fighter.
El 30 de noviembre fue lanzado Sonic Héroes en su versión para PC. Ese mismo mes lanzaron Puyo Pop Fever, el primer juego de la saga que incluyó un elenco renovado y el modo Fiebre.

## 2005
El 4 de febrero de 2005 fue lanzado Sonic Mega Collection: Plus para PlayStation 2 y Xbox. Era un compilatorio de juegos salidos en Sega Genesis, Sega Game Gear y Sega Master System.
El 8 de marzo fue lanzado Project Rub, un compilatorio de minijuegos para Nintendo DS.
El 30 de septiembre fue lanzado Sonic Gems Collection, para Nintendo GameCube y PlayStation 2, un recopilatorio de juegos poco conocidos de la trayectoria de Sonic.
El 25 de noviembre fue lanzado Sonic Rush en Nintendo DS, videojuego desarrollado en colaboración con Dimps. Aquí debuta una gata llamada Blaze. Este mismo día fue lanzado Shadow the Hedgehog, para PlayStation 2, Nintendo GameCube y Xbox; exclusivo del personaje Shadow The Hedgehog de la saga de Sonic.

## 2006
El 10 de febrero de 2006 es lanzado The Rub Rabbits!, recopilatorio de minijuegos, para Nintendo DS.
En el 2006 también fue lanzado para PlayStation 2, Nintendo GameCube y Xbox Sonic Riders un juego de carreras en patinetas voladoras.
El 24 de noviembre fue lanzado Sonic the Hedgehog para las plataformas de Xbox 360 y PlayStation 3. Uno de los videojuegos más criticados y vapuleados tanto por la crítica como por, sobre todo, los jugadores debida a su ínfima calidad en casi todos sus apartados, además de hacer que la franquicia de Sonic se viera vista con malos ojos por el público. Pretendía ser también un homenaje al decimoquinto aniversario del erizo azul y un reinicio para la franquicia, lo único recordado del juego fue la introducción del personaje Silver the Hedgehog.

## 2007
El 2 de marzo fue lanzado Sonic and the Secret Rings para Wii.
El 14 de septiembre se lanza a la venta Sonic Rush Adventure para Nintendo DS, desarrollado en colaboración con Dimps.
El 13 de diciembre se lanza Nights: Journey of Dreams para Wii.

## 2008
Sale a la venta Sonic Riders: Zero Gravity para Wii y PlayStation 2, la secuela de Sonic Riders en donde debutan dos robots GP creados por el Dr. Eggman para buscar las arcas del cosmo, una rueda que controla la gravedad.
El 18 de noviembre fue lanzado Sonic Unleashed, el primer juego en utilizar el Hedgehog Engine como motor gráfico en su versión para Xbox 360 y PlayStation 3, mientras que su versión para Wii y PlayStation 2 fueron desarrolladas por Dimps con el motor gráfico de CriWare debido a la poca potencia de ambas plataformas.

## 2010
Sega y Sonic Team en colaboración con Dimps lanzan Sonic the Hedgehog 4 (Episode I) como descarga digital para Xbox Live Arcade, PlayStation Network, WiiWare, PC, IOS y Android.
Se lanza para el periférico Kinect de Xbox 360 el juego Sonic Free Riders el 4 de noviembre.
Sonic Colors salió a la venta en Wii y Nintendo DS (la versión de DS está desarrollada por Dimps) el 11 de noviembre.

## 2011
El 3 de noviembre salió Sonic Generations en Xbox 360, PlayStation 3, PC y Nintendo 3DS (la versión de 3DS está desarrollada por Dimps) reuniendo sus anteriores creaciones dedicadas al erizo y conmemorando el aniversario número 20 del mismo resumiendo un poco en este juego.

## 2012
Sale a la venta por tercera vez Sonic Adventure 2 siendo un port limpio en Alta Definición con algunos arreglos de forma digital para Xbox 360, PlayStation 3 y PC.
Se publica en colaboración con Dimps Sonic the Hedgehog 4 (Episode II) como descarga digital para Xbox Live Arcade, PlayStation Network, PC, IOS y Android, se planeaba hacer un Episodio III que introduciría niveles basado en Sonic the Hedgehog 3 y Sonic & Knuckles, pero se canceló luego de la mala recepción del Episodio I y las bajas ventas del Episodio II.
Sega registra dominios de Sonic Adventure 3 dando después a conocer que en 2013, Sonic the Hedgehog podría tener una nueva entrega.

## 2013
Sonic Lost World salió a la venta para Wii U y Nintendo 3DS (la versión de 3DS está desarrollada por Dimps) el 18 de octubre, después de haberse realizado un acuerdo de exclusividad entre Sega y Nintendo para la saga Sonic the Hedgehog.

## 2014
En octubre de 2014, fue lanzado Sonic Boom para Wii U y Nintendo 3DS, el mismo no fue desarrollado por el Sonic Team, sino por Big Red Button.

## 2015
Sonic Runners se lanza en dispositivos IOS y Android.

## 2017
Como parte del 25 aniversario de Sonic, se lanzan 2 juegos nuevos para PlayStation 4, Xbox One, Nintendo Switch y PC, estos siendo Sonic Mania, que fue desarrollado en colaboración con el desarrollador Christian Whitehead y el estudio independiente Headcannon, mientras que también se lanza Sonic Forces desarrollado por el propio Sonic Team, sin embargo, mientras que Mania fue bien recibido por la crítica y los fanáticos, Forces recibió críticas mixtas a negativas.

## 2020
Sega y Paramount Pictures en colaboración con la productora Original Film logran lanzar en cines la película de Sonic, la película el 14 de febrero en Estados Unidos.

## 2021
Sega y Sonic Team dispuestos a celebrar el 30 aniversario de Sonic, anuncian una gran cantidad de productos relacionados con Sonic, así como un futuro videojuego de la saga, un futuro recopilatorio y el anuncio del remaster de Sonic Colors: Ultimate, que se lanzó el 7 de septiembre en PlayStation 4, PlayStation 5, Xbox One, Xbox Series X|S, Nintendo Switch y PC en colaboración con Blind Squirrel Games. El remaster fue muy criticado debido a su mala optimización, especialmente en la versión para Nintendo Switch.

## 2022
Se lanza el 8 de abril en cines con la mano de Paramount Pictures, Sega y Original Film la película Sonic 2, la película, secuela de la película de 2020.
El 23 de junio en el 31 aniversario de Sonic se lanza Sonic Origins, un recopilatorio que agrega versiones remasterizadas de Sonic the Hedgehog, Sonic CD, Sonic the Hedgehog 2 y por primera vez desde 2010, el relanzamiento de Sonic the Hedgehog 3 & Knuckles, sin embargo, no recibió muy buenas reseñas debido varios errores de programación presentes en el juego y al cambio de la banda sonora en el caso de Sonic the Hedgehog 3.
El 8 de noviembre se lanza la nueva entrega de la serie principal Sonic Frontiers para PlayStation 4, PlayStation 5, Xbox One, Xbox Series X|S, Nintendo Switch y PC.

## 2023
El 17 de octubre en colaboración con Arzest se lanza Sonic Superstars para PlayStation 4, PlayStation 5, Xbox One, Xbox Series X|S, Nintendo Switch y PC.

## 2024
En el servicio de Streaming, Paramount+ se lanza la serie de Knuckles, ambientada en el mismo universo de la serie de películas.
Se tiene planeado el lanzamiento del remaster de Sonic x Shadow Generations para PlayStation 4, PlayStation 5, Xbox One, Xbox Series X|S, Nintendo Switch y PC, que introducirá nuevos niveles protagonizados por Shadow the Hedgehog.
Se planea lanzar en cines Sonic 3, la película, la tercera entrega de la saga de películas.

## Innovaciones del Sonic Team en los videojuegos
- Sonic & Knuckles fue el primer y único juego que ha logrado combinarse con otros en la Sega Genesis, mediante la tecnología Lock On. Este juego es compatible con Sonic the Hedgehog, cuando los combinas consigues el juego Sonic Special Stages, también lo puedes combinar con Sonic the Hedgehog 2 y conseguirás el juego Knuckles in Sonic 2, finalmente al combinarlo con Sonic the Hedgehog 3 se consigues el Sonic the Hedgehog 3 & Knuckles, la cual es la versión completa de Sonic the Hedgehog 3 que se tenía planeado lanzar en un mismo cartucho.

- Sonic Team ayudó a diseñar la Dreamcast.

- Chu Chu Rocket! fue el primer juego en línea para la Dreamcast.

- Sonic Advance y Sonic Adventure 2: Battle, fueron los primeros juegos que utilizaron la conexión por cable entre Game Boy Advance y Nintendo GameCube.

- Phantasy Star Online Episode I y II fue el primer juego en línea de Nintendo GameCube.
- Sonic Unleashed para Xbox 360 y PlayStation 3 fue el primer juego que utilizó un potente motor gráfico llamado Hedgehog Engine (creado por el propio Sonic Team), desarrollado específicamente para videojuegos de Sonic. Posteriormente, también fue utilizado para Sonic Generations, en sus versiones de Xbox 360, PlayStation 3 y PC.